# Space Invaders (computerspil)
 For alternative betydninger, se Space invaders. (Se også artikler, som begynder med Space invaders)
Space Invaders (スペースインベーダー Supēsu Inbēdā) er et videospil designet af Toshihiro Nishikado i 1978, til arkademaskiner. Det blev oprindeligt fremstillet af Taito og licenseret til produktion i USA af Midway en underafdeling af Bally. Spillet blev frigivet i Japan i 1978 og regnes for et af de mest indflydelsesrige videospil der er produceret. Da der i 1980 blev lagt licens på spillet i USA, blev det udgivet til Atari 2600, og senere Nintendo Entertainment System, hvilket var dets første udgivelse til hjemmekonsollen.
Selvom det ser meget simpelt ud med dagens standard var det sammen med samtidige spil som Pac-Man og Breakout et af forløberne for moderne videospil.